# 红旗警告

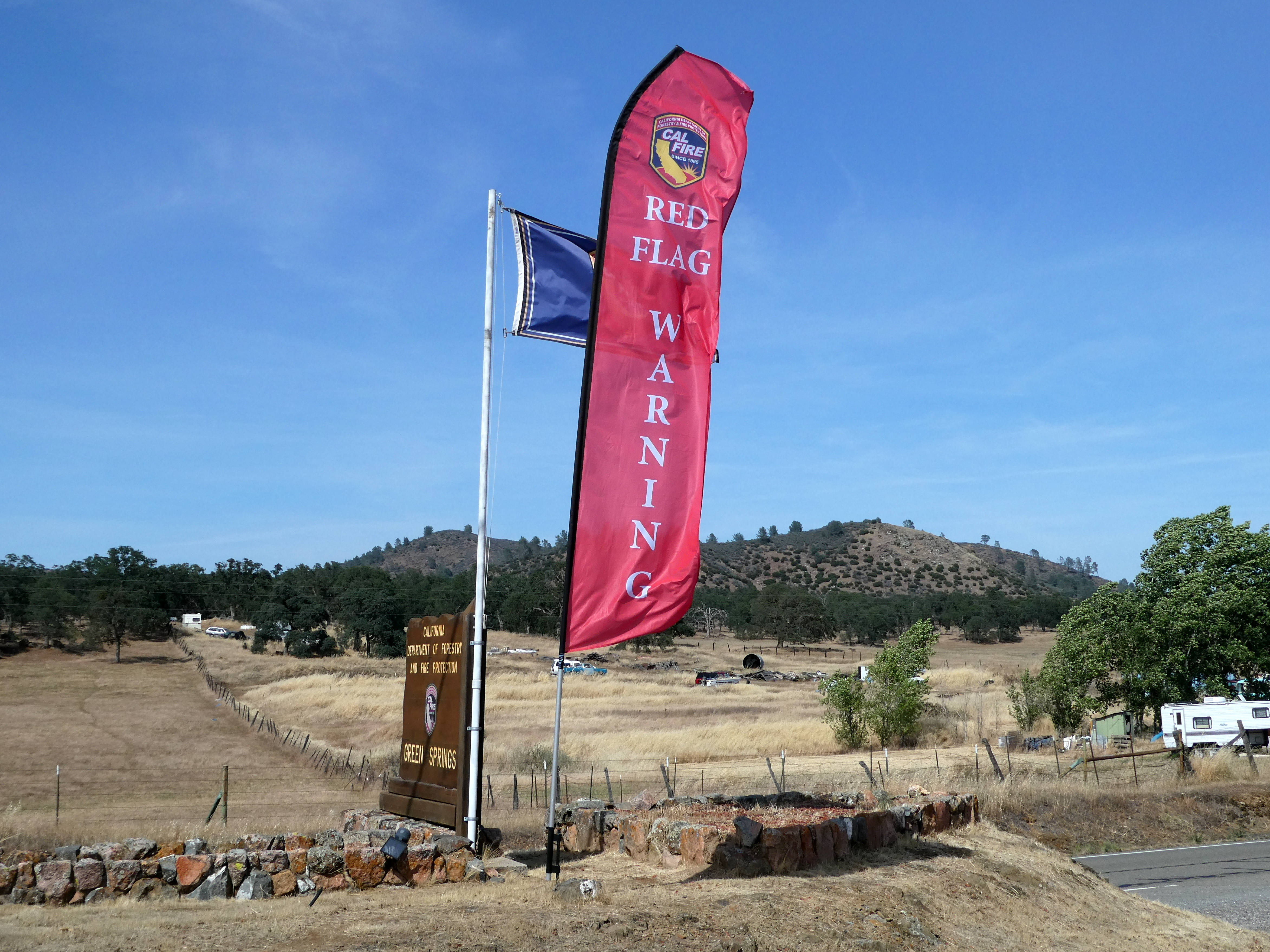
2022 年，加州消防局悬挂的红旗警告横幅

红旗警告（英語：red flag warning）是美國国家气象局发布的预测警告，用于告知公众、消防员和土地管理机构，目前天气状况有利于野火燃烧和迅速蔓延。 这些包括干旱状况或旱季、极低的湿度、大风或不稳定的风、以及雷电的可能性。消防机构通常会大幅调整人员和设备资源来应对此类警告。这一警告意味着火灾危险性较高，24小时内该地区发生植被火灾迅速蔓延的可能性增加。
火灾气象监视和红旗警告的天气标准根据当地植被类型、地形和与主要水源的距离因每个气象局的警告区域而异。它们通常包括每日植被水分含量计算、预计午后最高温度、午后最低相对湿度和白天风速。
當地執法部門和消防機構還可能根據紅旗警告，向公眾和土地管理官員宣佈禁止戶外焚燒。火災天氣警告為土地管理官員提供了額外指導，以避免進行控制性焚燒。

## 其他警告

### 火灾天气预警
该预警是为了提醒火灾和土地管理机构在第一个预报期（即12小时）後可能存在發布红旗警告的条件。該预警通常会在预计天气状况发生前12至48小时內发布，但如果美國国家气象局有相当信心，则可以提前72小时发布。该預警将一直有效，直到到期、取消或升级为红旗警告。 

### 极端红旗警告
該警告类似于紅旗警告或预警中的特别危险情况，意味着由于強風、火災长时间持续和非常干燥的天氣等因素的综合作用，使火势蔓延變得极其危险。極端红旗警告于2019年10月29日首次使用。